# Mahoba (Distrikt)
Der Distrikt Mahoba (Hindi महोबा जिला, Urdu مہوبا ضلع) ist ein überwiegend ländlicher Distrikt in der historischen Region Bundelkhand im Süden des indischen Bundesstaats Uttar Pradesh. Verwaltungszentrum ist die ca. 115.000 Einwohner zählende Stadt Mahoba.

## Geografie
Der Distrikt Mahoba liegt südlich der Gangesebene. Die durchschnittliche Höhe beträgt zwischen 150 und 250 m. Die durchschnittliche jährliche Niederschlagsmenge liegt bei ca. 800 mm, von der jedoch etwa 90 % während der sommerlichen Monsunzeit fallen. Der von Südwesten kommende Dhasan-River begrenzt den Distrikt abschnittsweise nach Westen und mündet in die Betwa.
Nachbardistrikte sind die Distrikte Jhansi im Westen sowie Hamirpur im Norden und Osten; im Süden grenzt der Distrikt an den Bundesstaat Madhya Pradesh.

## Verwaltungsgliederung
Der Distrikt Mahoba ist in drei Verwaltungsbezirke (tehsils oder subdivisions) unterteilt: Mahoba, Kulpahar und Charkhari. Er besteht aus der Großstadt Mahoba (ca. 115.000), den Kleinstädten Charkhari (ca. 30.000), Kabrai (ca. 35.000) und Kulpahar (ca. 25.000) sowie ca. 430 kleineren und größeren Dörfern.

## Bevölkerung
Offizielle Bevölkerungsstatistiken werden erst seit 1991 geführt und veröffentlicht.
| Jahr      | 1991    | 2001    | 2011    |
| Einwohner | 625.100 | 758.379 | 875.958 |

Hindus dominieren in den Dörfern auf dem Lande (etwa 90 %); in den wenigen Städten lebt eine deutlich höhere Zahl von Moslems (etwa 35 %). In der Dekade zwischen 2001 und 2011 wuchs die Bevölkerung um ca. 15 % auf etwa 876.000 an, wobei der männliche Bevölkerungsanteil den der weiblichen um etwa 12 % übersteigt. Knapp 80 % der Bevölkerung lebt in den Dörfern auf dem Lande; durchschnittlich ca. 35 % der Menschen (in den ländlichen Regionen auch mehr) gelten als Analphabeten. Die verwiegenden Sprachen sind Hindi und Bundeli.

## Wirtschaft
Der größte Teil der Fläche des Distrikts Mahoba ist immer noch in hohem Maße landwirtschaftlich geprägt. Im gesamten Distrikt gibt es zehn Bahnhöfe von eher geringer Bedeutung an der Strecke Jhansi – Banda, Prayagraj.

## Geschichte

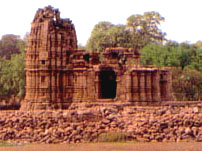
Mahoba – Ruine des Surya-Tempels

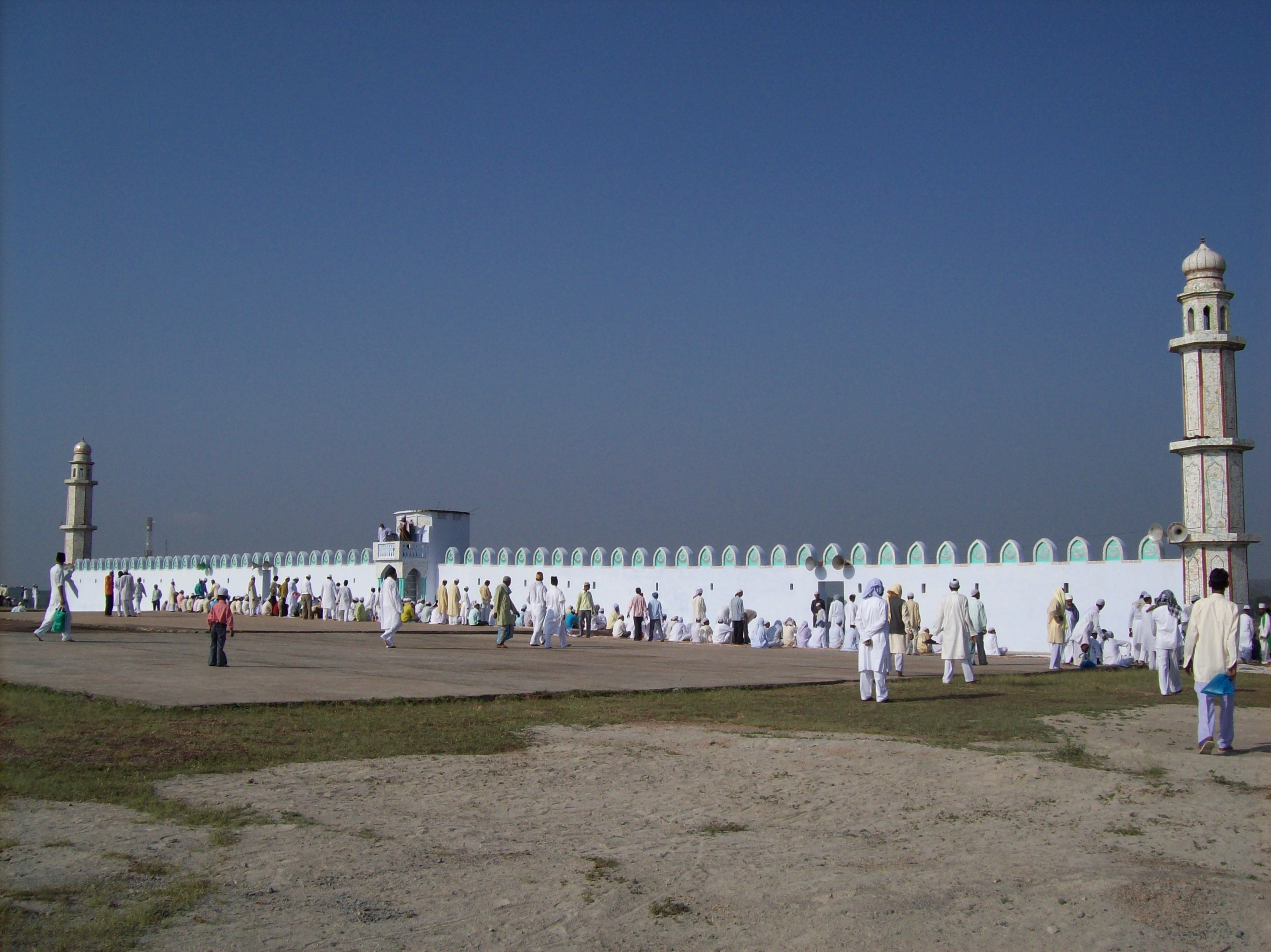
Mahoba – ʿĪdgāh

Über die frühe Geschichte der Gegend um Mahoba ist so gut wie nichts bekannt – sie gehörte wohl zum Kosala-Reich, das jedoch schon bald vom Magadha-Reich abgelöst wurde, aus welchem sich im 3. Jahrhundert. v. Chr. das Maurya-Reich entwickelte. Im 4./5. Jahrhundert n. Chr. kam die Region zum Gupta-Reich, welches später von den Königen der Kalachuri-, der Pratihara- und der Chandella-Dynastie abgelöst wurde. Im Hochmittelalter (ab ca. 1200) übernahmen die Herrscher von Delhi nominell die Oberhoheit und ab 1526 stand das Gebiet unter der Kontrolle des Mogul-Reiches. Während dessen Niedergang nach dem Tod Aurangzebs (1707) versuchten die Marathen ihren Einfluss auch auf die Region Bundelkhand auszuweiten; sie mussten das Gebiet jedoch im Vertrag von Bassein (1802) an die Briten abtreten. Nach der Unabhängigkeit Indiens (1947) entstand der Bundesstaat Uttar Pradesh. Am 9. Februar 1995 wurde der neue Distrikt Mahoba durch Ausgliederung der drei Tehsils Mahoba, Charkhari and Kulpahar aus dem Distrikt Hamirpur geschaffen und nach der Distrikthauptstadt benannt.

## Sehenswürdigkeiten
Mahoba
- Am Rahil Sagar-See, ca. 12 km (Fahrtstrecke) südwestlich der Stadt Mahoba, befindet sich ein in den Jahren um 1203 von den muslimischen Heeren halbzerstörter Hindutempel aus der frühen Chandella-Zeit (um 920). Er war dem Sonnengott Surya geweiht, hat jedoch durch die Zerstörungen seinen Figurenschmuck verloren. Zu seinen Füßen befindet sich ein Stufenbrunnen (baoli) mit einfacher Prismenstruktur.[9]
- Ebenfalls interessant ist ein am Ortsrand gelegener und einseitig von einer Mauer mit integrierter mihrab-Nische und Predigtstuhl (minbar) begrenzter muslimischer Festplatz (ʿĪdgāh) für die Abhaltung der traditionellen ʿĪd al-Fiṭr- und ʿĪd al-Aḍḥā-Gebete.

Kulpahar
- Auch in der Umgebung der Kleinstadt Kulpahar befinden sich mehrere zerstörte Hindutempel aus der Chandella-Zeit; einer verfügt über einen kleinen angrenzenden Stufenbrunnen.

Charkhari
- An den ca. 20 km nordwestlich von Mahoba gelegenen und im Jahr 1765 gegründeten ehemaligen Fürstenstaat Charkhari erinnern noch ein repräsentativer Torbau (Dyodhi Gate) im indo-islamischen Stil sowie der dreigeschossige Palast des Herrschers und das auf einer Anhöhe gelegene Charkhari-Fort.